# Rapola

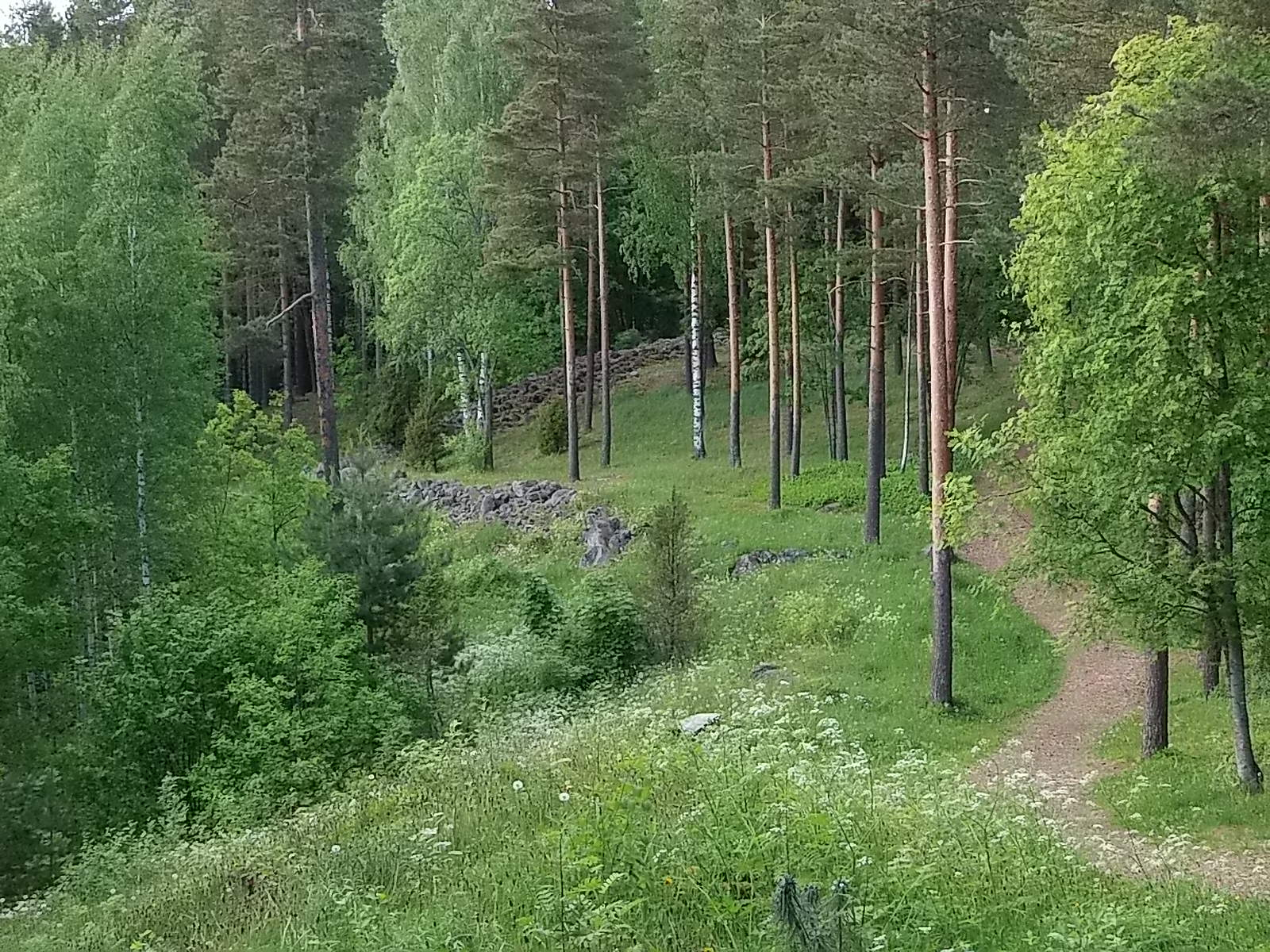
Rapola.

Rapola är en fornborg på Rapolaåsen i Sääksmäki i Valkeakoski. 
Finlands fornborgar är belägna uppe på branta otillgängliga berg, och Rapola är inget undantag: borgen, som är landets största fornborg, ligger på den högsta punkten av en två kilometer lång grusås, varifrån man har en vid utsikt över sjöarna Rautunselkä och Vanajavesi. Uppe på åsens krön finns en platå som mäter 400 gånger 200 meter. Denna har omgivits av en timrad palissad, av vilken endast grundstenarna återstår. Innanför vallen finns två djupa kitteldalar. Borgen har haft två ingångar.
Fornborgen har undersökts 1886 och i olika repriser under 1900-talet, senast 1988–1989. Sammanlagt gäller detta dock endast 1% av arealen, och borgens exakta ålder är okänd. Det är högst sannolikt att den har anlagts och använts under yngre järnåldern och tidigaste medeltiden. Rapola har snarast karaktären av en tillflyktsborg som hade ett vaktmanskap, men som var bebodd endast sporadiskt då fara hotade bygden. På åsens sydvästra sluttning ligger Hirvikallio och Matomäki rösgravfält från 400–500-talen samt offerstenar med skålgropar och något mot sydöst Rupakallio brandgravfält. I närheten av Matomäki har man undersökt en fornåker med plöjspår, som innehöll vetekorn, vilka kan dateras till 900–1100-talen. Alla rösen innehåller inte begravningar, utan bland dem finns även rester av hus samt odlingsrösen. 
Invid fornborgen ligger Voipaala och Rapola gårdar, av vilka den senare är känd som president Pehr Evind Svinhufvuds födelsehem. I Åbo domkyrkas svartbok ingår en avskrift av ett brev utfärdat av påven Benedictus XII i Avignon den 16 juni 1340, som bland andra inbyggare i Sääksmäki nämner personen Cuningas de Rapalum. Detta har allmänt tolkats så, att borgen varit ett maktcentrum och att det i dess hägn kan ha bott en för trakten betydelsefull person med "konungslik status". Fornborgen och Rapola gård ägs numera av finska staten och förvaltas av Museiverket. 